# Gerhard Wolf
Pour les articles homonymes, voir Wolf.
Gerhard Wolf (Dresde, royaume de Saxe, le 12 août 1896 – Munich, République fédérale d'Allemagne, le 23 mars 1971) est un diplomate allemand, connu pour son rôle positif lorsqu'il était consul du Troisième Reich à Florence pendant la Seconde Guerre mondiale.

## Biographie
Après un doctorat de philosophie, Gerhard Wolf rejoint le ministère des Affaires étrangères de la République de Weimar en 1927. Posté à Rome au moment de l'accession au pouvoir d'Adolf Hitler, il ne rejoint le parti nazi qu'en 1939, et cela parce que sa carrière en dépend. Nommé consul à Florence en 1940, il joue un rôle important au moment de l'occupation allemande de l'Italie. Il utilise alors son pouvoir pour sauver de nombreux juifs italiens, parmi lesquels l'historien Bernard Berenson, et pour protéger de nombreuses œuvres d'art. Il sauve ainsi de la destruction le Ponte Vecchio.
Pour son rôle en faveur de la Toscane, il est fait citoyen d'honneur de la ville de Florence en 1955.